# Gymnastjorka

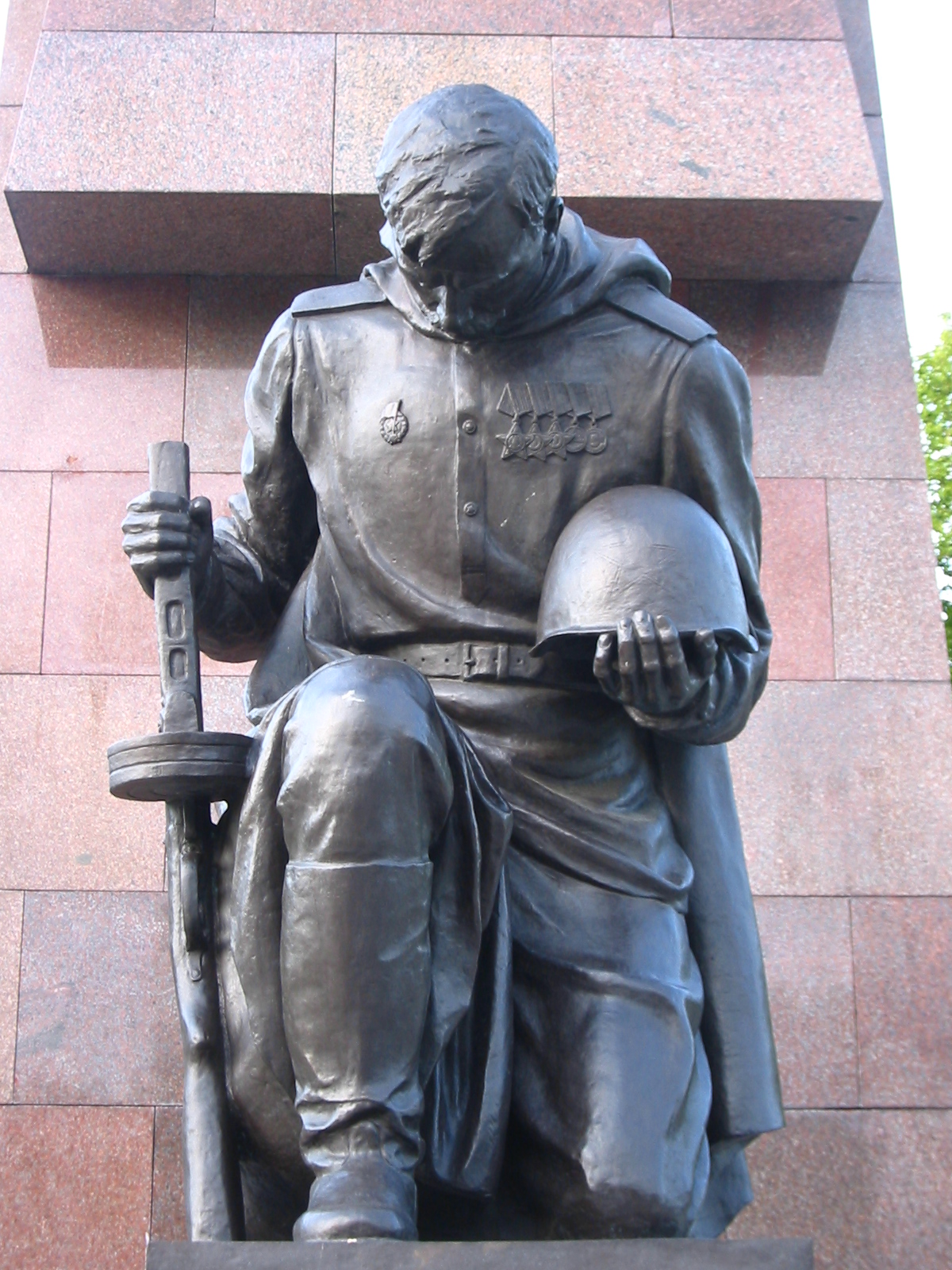
Soldat kniend in Gymnastjorka

Gymnastjorka (russisch гимнастёрка / gimnastjorka, bis zur Oktoberrevolution im Jahre 1917 auch als Gymnastikhemd (ru: гимнастическая рубаха) benannt) — bezeichnet ein aus strapazierfähigem Gewebe bestehendes hüftlanges Uniformoberteil, das in den russischen und sowjetischen Streitkräften als Militärhemd oder -bluse weit verbreitet war. Zum Gymnastjorka konnten in der Regel Schulterriemen, Koppel oder Gürtel getragen werden. Die Gymnastjorka war bis in die 1970er Jahre als Feldbluse, zumeist mit zwei aufgenähten Brusttaschen und diversen weiteren Taschen, in den Landstreitkräften der Sowjetarmee Standardbekleidung, wurde aber auch im Wehrsportbereich und in Behörden der UdSSR getragen. Die Alltagsversion für Offiziere wurde auch als Kitel (ru: китель, abgeleitet vom deutschen Substantiv Kittel) bezeichnet. Der Zuschnitt mit umgelegten Kragen trug allgemein die Bezeichnung Mundir (ru: мундир / abgeleitet vom deutschen Substantiv Montur).

## Geschichte
Der eigentliche Begriff Gymnastjorka (ru: гимнастёрка) leitet sich ab aus der Wortverbindung Gymnastik und Hemd (ru: гимнастическая рубаха/gymnastisches Hemdchen). Dieses Kleidungsstück wurde im Rahmen der militärischen Körperertüchtigung, die in der Kaiserlich Russischen Armee (KRA) als Gymnastik (ru: гимнастика) bezeichnet wurde, im Jahre 1862 eingeführt. Etwa zeitgleich erfolgte die Einführung des Waffenrocks im preußischen Heer bzw. Kolett oder Westenrock in den westlichen Armeen.
Schließlich wurde gemäß Befehl № 149 der Militäradministration, vom 26. April 1869, für alle Dienstgrade der russischen Streitkräfte im Militärbezirk Turkestan die Einführung des weißen Gymnastik-Hemdchens als allgemeine Felddienst- und Marschbekleidung – Sommer angeordnet. Gemäß damaliger Befehlslage war besagtes Kleidungsstück mit den jeweils vorgeschriebenen anknöpfbaren Rangabzeichen in Form von Schulterklappen (Verweis Abzeichen KRA) in der Ausführung von 1868 zu tragen.
Ab dem Jahre 1870, speziell in den sogenannten Linienbataillonen der KRA im Militärbezirk Turkestan, kam die Gymnastjorka als Felddienstuniform, Alltagsuniform und Parte-Jacke, aber auch als Sportbekleidung, zum Einsatz. Die Gymnastjorka bedeckte den Hüft-Schrittbereich und war vorne teilweise geknöpft.
In der Folgezeit erlangte die Gymnastjorka allgemein in Russland weite Verbreitung, die auf einfache Herstellung und Beschaffung, gute Pflegeeigenschaften und Trageeigenschaften, aber auch Strapazierfähigkeiten und Zweckmäßigkeit zurückzuführen war. Im Lauf der Zeit erhielt sie Brust- und verschiedene weitere Taschen sowie Stehkragen, umgelegte oder offene Krägen. Für Partisanen und Kosaken gab es Sonderformen. In der Version für Offiziere und Generale (mit Stehkragen) trug dieses Uniformteil die Bezeichnung Kitel (ru: китель / abgeleitet vom Substantiv Kittel). Mit dem Übergang zu moderneren Schnittmustern mit umgelegten oder aufgenähten Krägen erhielt dieses Uniformteil die allgemeine Bezeichnung Mundur (ru: мундур / mit Wortverwandtschaft zu Montur), die noch bis in die Gegenwart als allgemeine Bezeichnung für Uniformjacke üblich ist.
Als wichtiges Uniformteil, gleichwohl als Gymnastjorka oder Kitel, fand es vielseitige Verwendung in der Roten Armee und in der Sowjetarmee bis zum 1. Januar 1972. Auch später kam es noch zum Einsatz als Arbeitsbekleidung für Wehrpflichtige bis hin zu Bekleidung im Strafvollzug.
Trotz diverser Verbesserungen der Grundform und dem Einsatz neuer Materialien, wie beispielsweise Baumwolle oder wollhaltiger Stoffe, waren Gymnastjorka und Kittel nicht mehr zeitgemäß. So hätten Erfordernisse der ersten Hilfeleistung bei Verwundung bis hin zu Spezialbehandlung nach Einwirkung von ABC-Waffen nicht ausreichend Berücksichtigung finden können. Schließlich blieben die Aussonderung von Gymnastjorka im Rahmen der Modernisierung der sowjetischen Streitkräfte in den 1970er Jahren, bei gleichzeitiger Neubeschaffung spezieller Kampfbekleidung für den Feldeinsatz, alternativlos; wobei Restbestände zumeist aufgetragen wurden.

## Vielfältigkeit der Ausgestaltung
Im Laufe der Zeit kamen verschiedene Materialien zum Einsatz, die der Nutzung als Sommer- oder Winterbekleidung entsprachen. Eine weit gefächerte Systematik von Größenangaben und Kennzeichnung vereinfachten die Beschaffung, Lagerung und Bevorratung bis hin zur individuellen Ausstattung.
Typische Ausfertigungen (Gymnastjorka / Kittel) sind nachstehend beispielhaft aufgeführt
- Militärischer Zuschnitt, als Uniformstück mit und ohne auswechselbarer Kragenbinde
  - Grundversion für Mannschaften und das Unteroffizierskorps
  - Zuschnitt und Ausgestaltung für weibliche Armeeangehörige
  - Ausfertigung für Offiziere und Generale (hier: Kittel)
  - Spezielle farbliche Gestaltung, für die jeweilige Truppe- oder Waffengattung
  - Spezielle Ausführung für die jeweiligen klimatischen Verhältnissen
- Eigenfertigungen für den Partisanenkampf
- Sonderanfertigung, den speziellen Belangen von Behörden angepasst
- Ziviler Zuschnitt, für den nichtmilitärischen Gebrauch
- Auf Belange der jeweiligen Volksgruppen zugeschnitten
- Replik für Veteranen

Die folgende Bildergalerie enthält die Gymnastjorka in verschiedenen Schnittformen und Ausfertigungen.

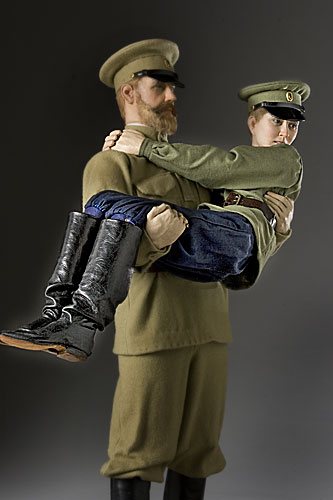
Zar und Thronfolger (Replik)
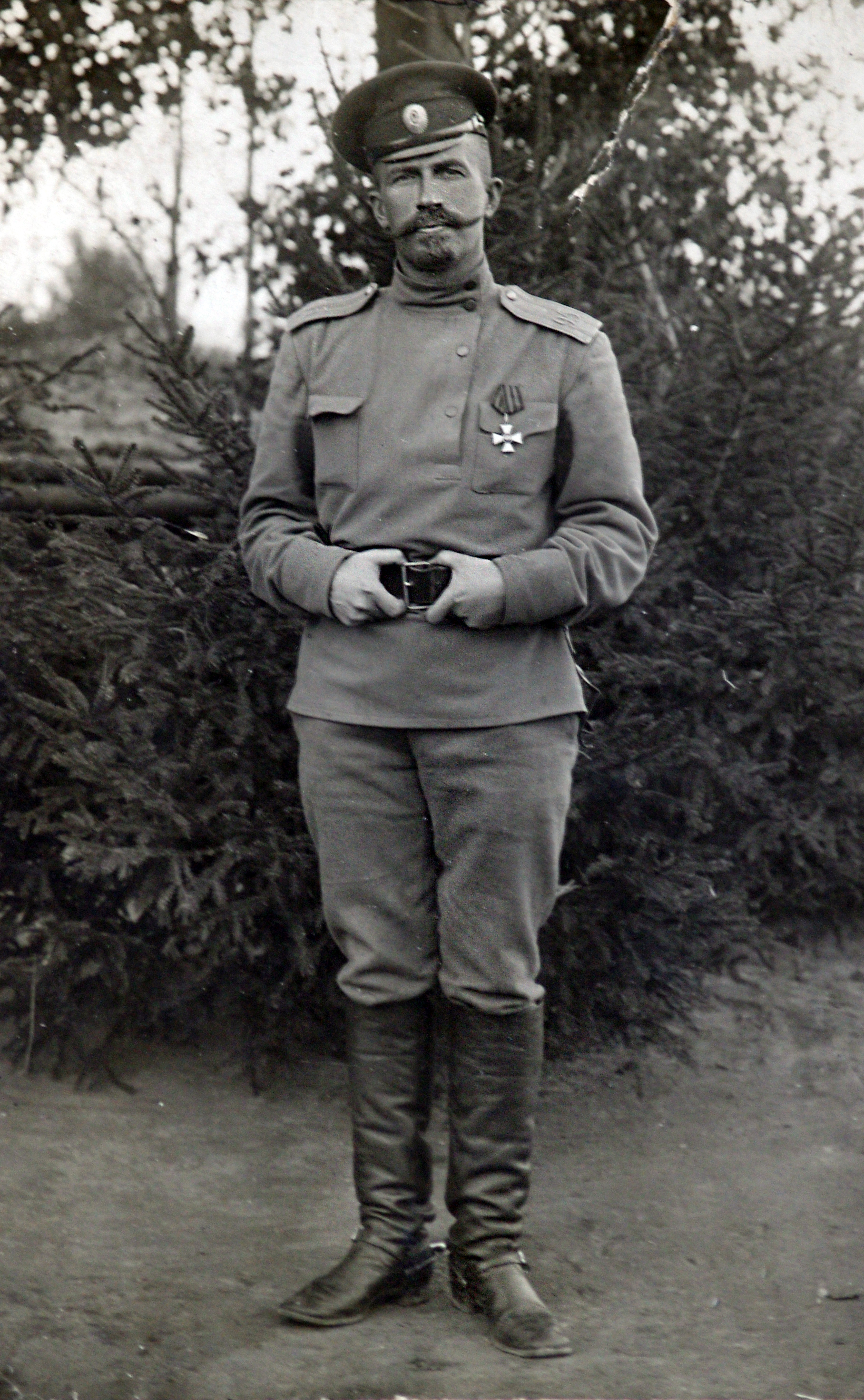
Polkownik in Kittel KRA
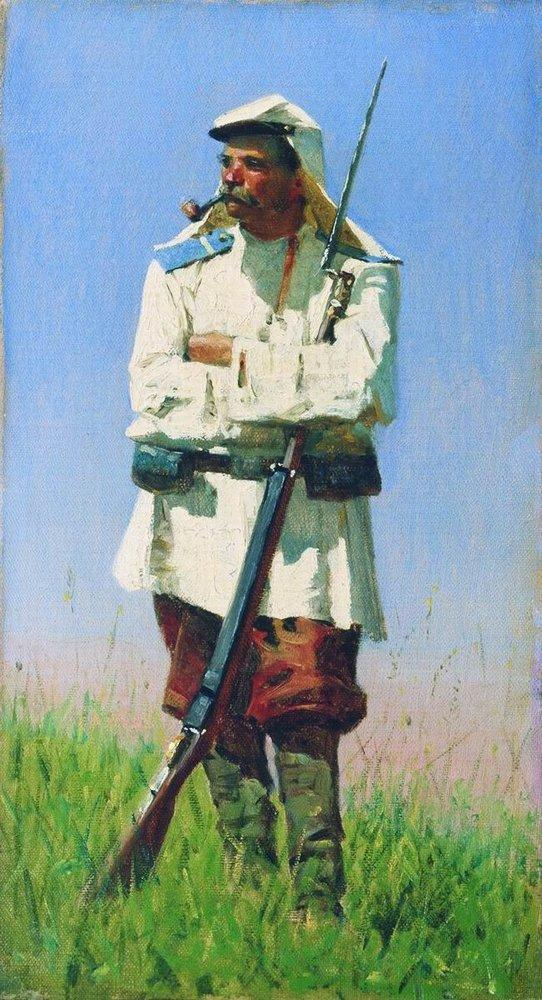
Gefreiter in Gymnastjorka um 1873
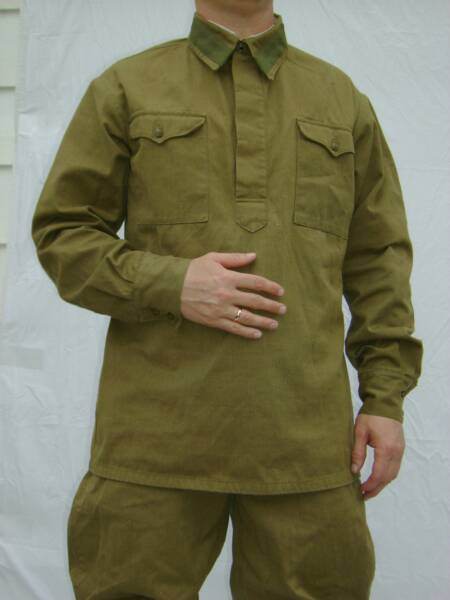
Grundversion Rote Armee (kakifarben)
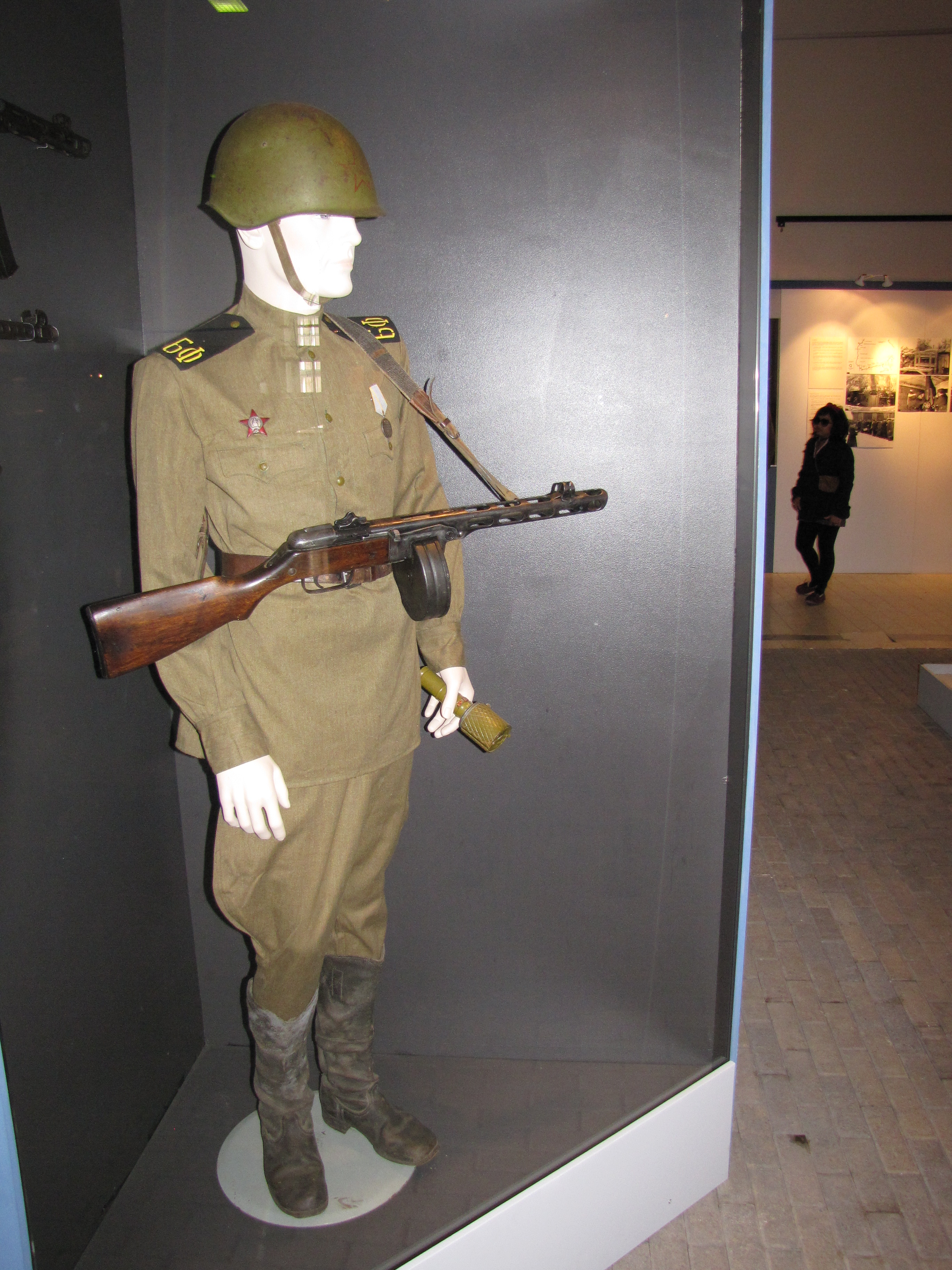
Version Marineinfanterie
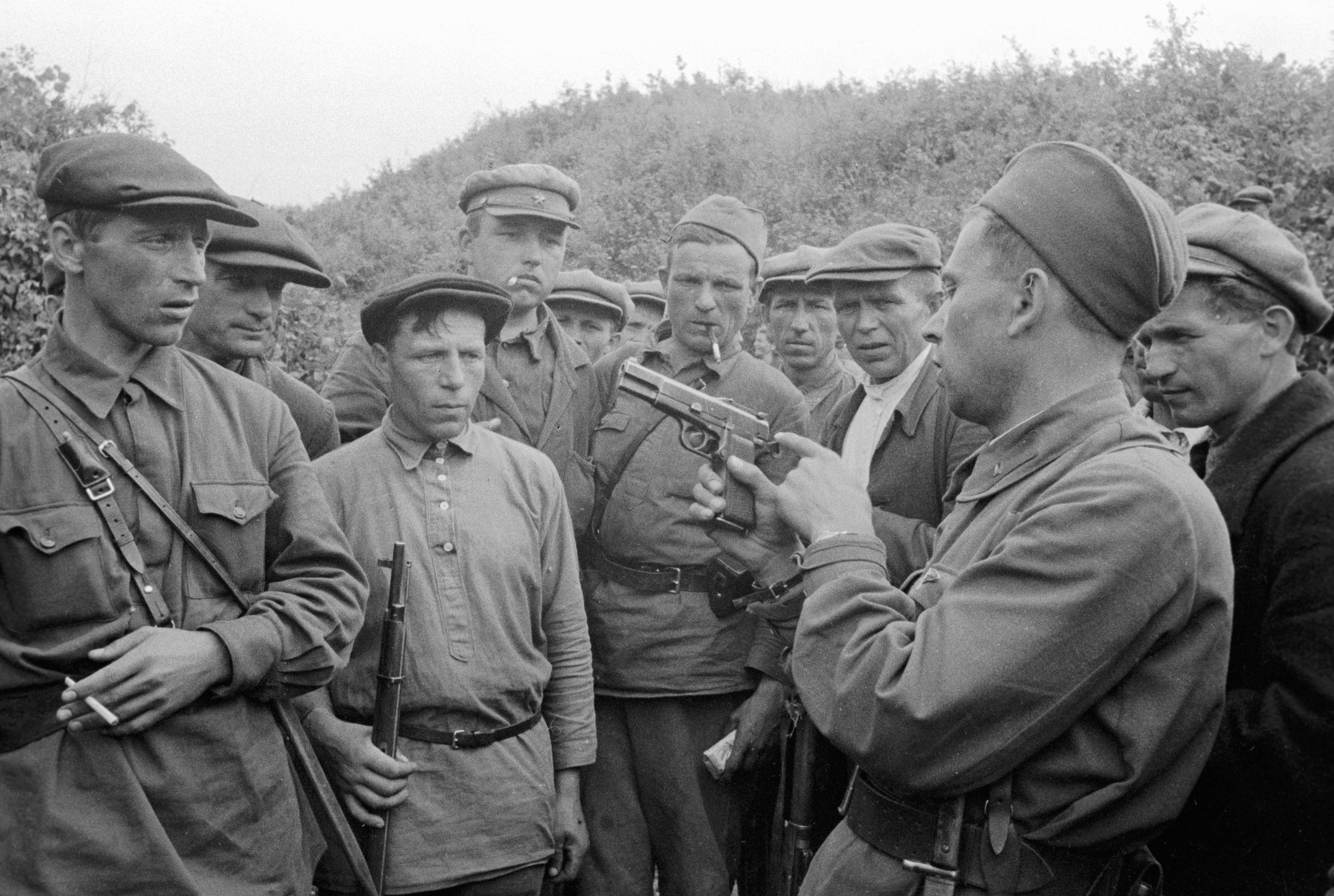
… für Partisanen
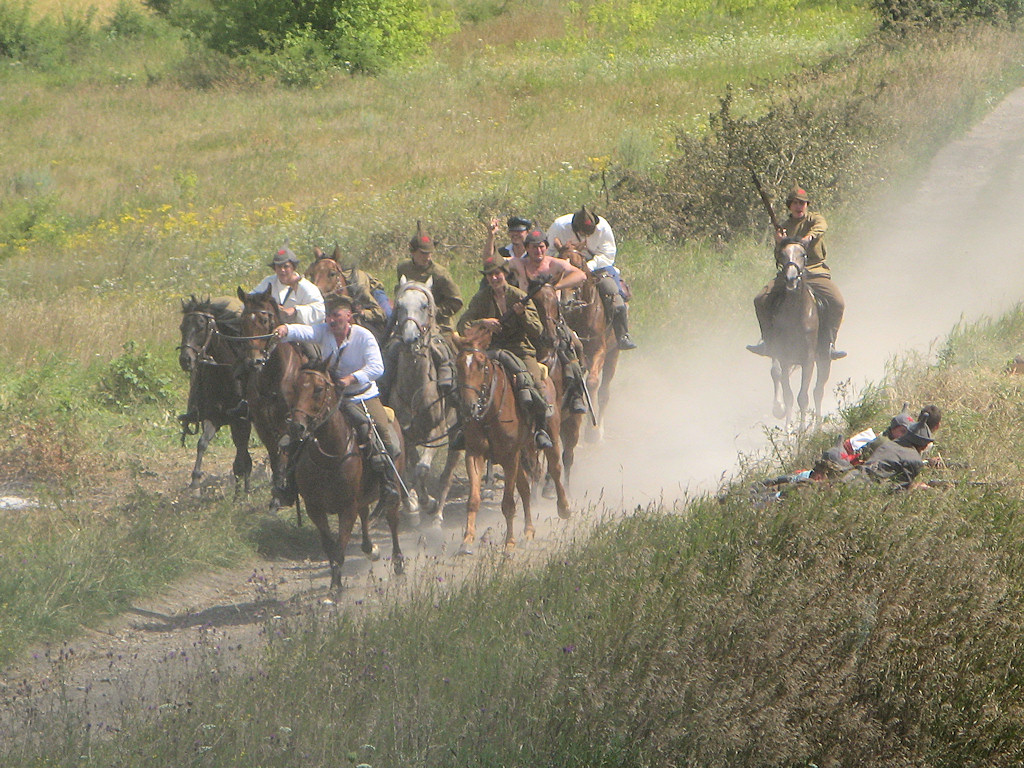
Weiße Version der Kavallerie
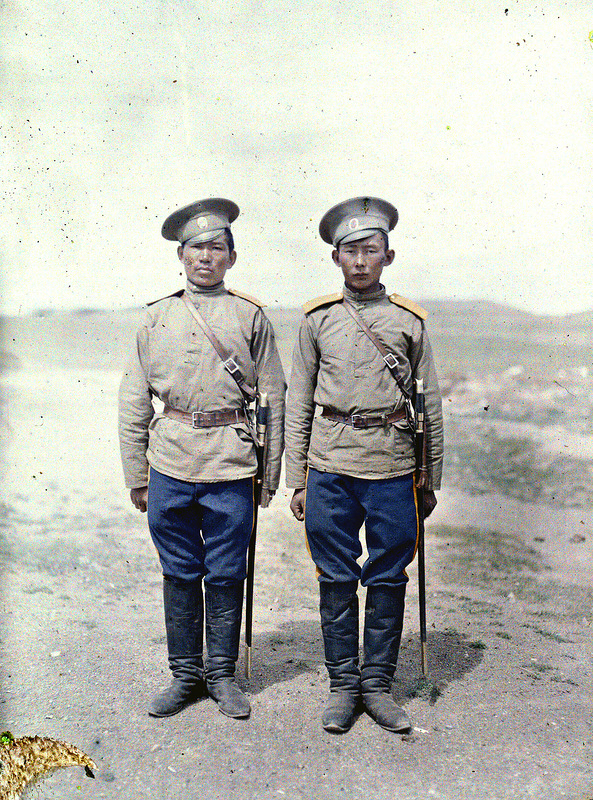
Kavallerie
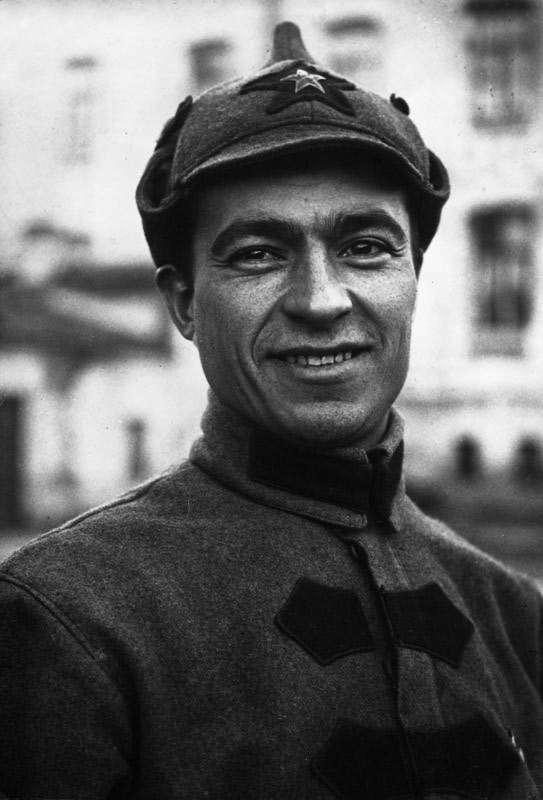
Version Winter
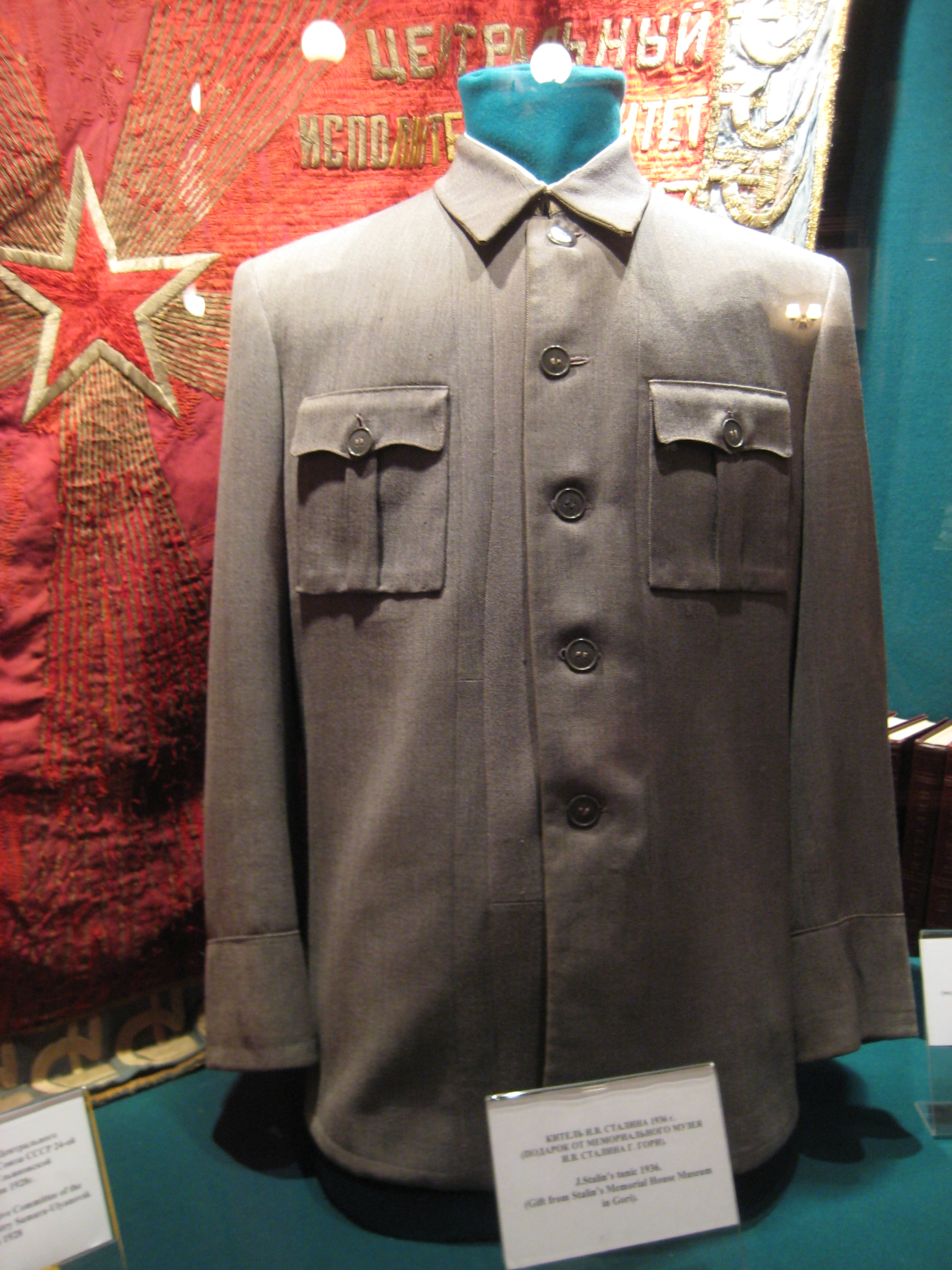
Sonderanfertigung für Stalin
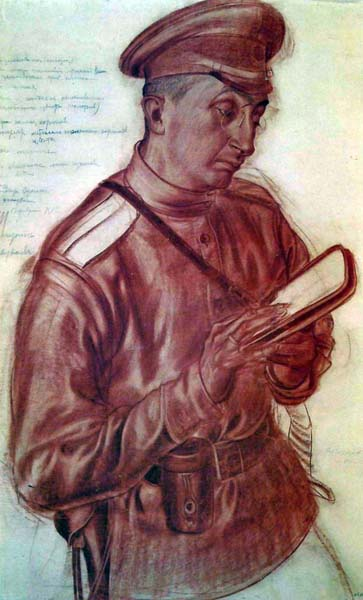
Version in Leder
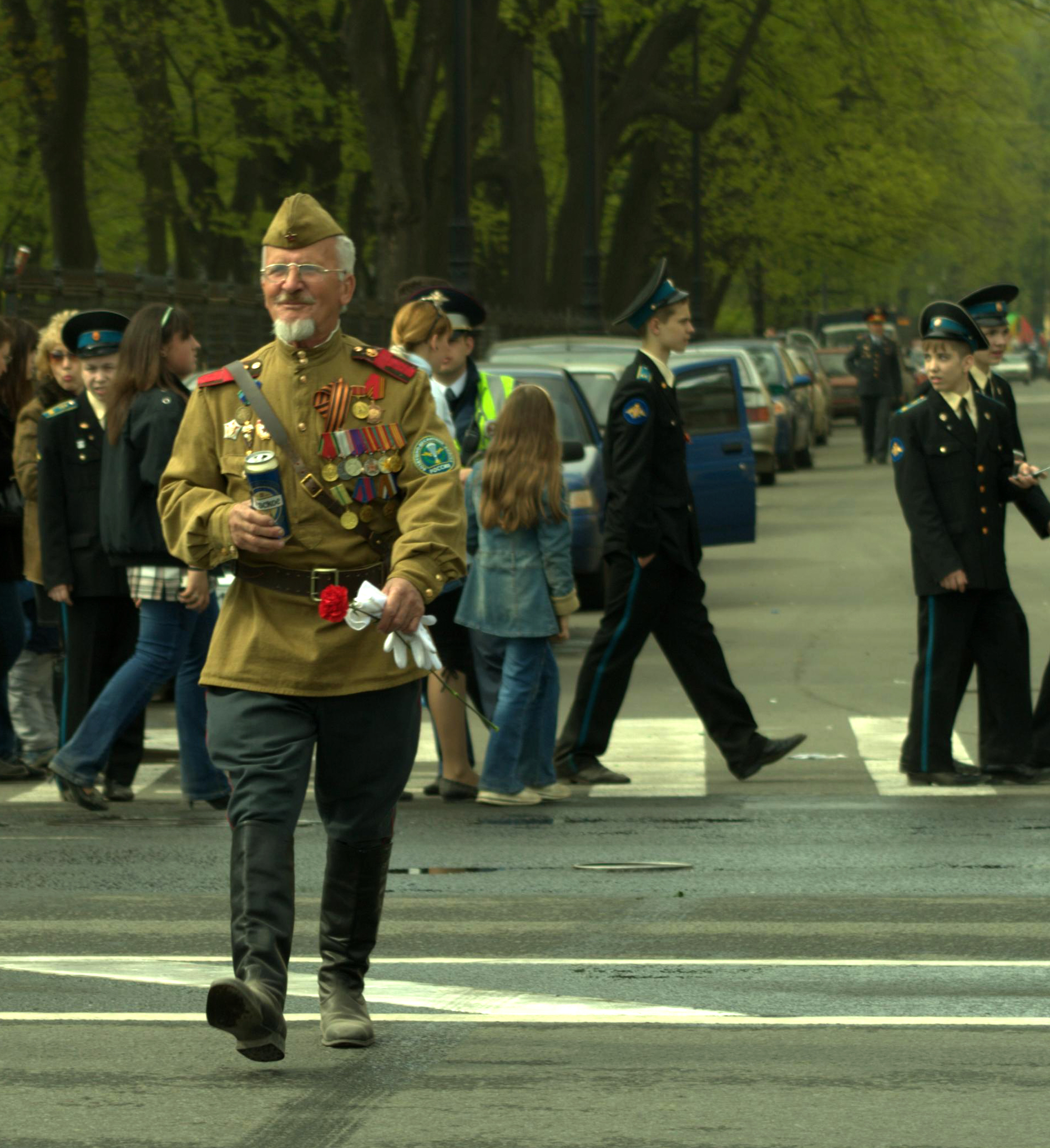
… Veteran

Insgesamt ist und bleibt die Gymnastjorka in der allgemeinen Wahrnehmung ein die sogenannte Männlichkeit des Trägers betonendes militärisches Kleidungsstück, dem in Russland bis in die Gegenwart ein gewisser Kultstatus anhaftet.
In den Streitkräften der UdSSR wurde die Gymnastjorka mit Befehl des Verteidigungsministeriums der UdSSR vom 26. Juli 1969 offiziell abgeschafft. Aus verschiedenen Gründen wurden Restbestände jedoch noch getragen, bis schließlich mit Wirkung 1. Januar 1972 das Tragen dieses Uniformstücks untersagt wurde.